# Patricio Pron
Patricio Pron (Rosario, 9 de desembre de 1975) és un escriptor i periodista argentí traduït a mitja dotzena d'idiomes inclosos l'anglès, l'alemany, el francès i l'italià.
Fill de periodistes, Pron és llicenciat en comunicació social per la Universitat Nacional de Rosario (Argentina) i doctor en filologia romànica per la Georg-August de Göttingen (Alemanya).
En l'actualitat escriu en els suplements culturals d'El País de Montevideo i ABC, així com en les revistes de Occidente, Quimera i Letras Libres (Espanya).

## Premis
- L'any 2019 va ser el guanyador del premi Alfaguara de Novel·la amb l'obra Mañana tendremos otros nombres.[2] L'any 2004 va rebre el Premi Juan Rulfo de Relat 2004 pel conte Es el realismo (Institut Cervantes, Unió Llatina i Radio France Internationale).[3] L'any 2008 va rebre el XXIV Premi Jaén de Novel·la 2008 per El comienzo de la primavera.[4] L'any 2010 Granta en español  el va seleccionar com un dels 22 millors escriptors en castellà menors de 35 anys[5]

## Obres
Relats
- Hombres infames, Bajo la Luna Nueva, 1999
- El vuelo magnífico de la noche, Colihue, Buenos Aires, 2001
- El mundo sin las personas que lo afean y lo arruinan, Mondadori, Barcelona, 2010
- Trayéndolo todo de regreso a casa. Relatos 1990-2010, El Cuervo, La Paz, 2011
- La vida interior de las plantas de interior, Mondadori, 2013

Novel·les
- Formas de morir, Universidad Nacional de Rosario Editora, Rosario, 1998
- Nadadores muertos, Editorial Municipal de Rosario, 2001[4]
- Una puta mierda, El cuenco de plata, Buenos Aires, 2007
- El comienzo de la primavera, Mondadori, Barcelona, 2008
- El espíritu de mis padres sigue subiendo en la lluvia, Mondadori, Barcelona, 2011
- No derrames tus lágrimas por nadie que viva en estas calles (Random House, 2016)
- Mañana tendremos otros nombres, Alfaguara, 2019.[6]

Altres
- Zerfurchtes Land. Neue Erzählungen aus Argentinien (Tierra devastada. Nuevos relatos desde Argentina), antologador, amb Burkhard Pohl[7]
- El libro tachado. Prácticas de la negación y el silencio en la crisis de la literatura, Turner, Madrid, 2014